# Qianichthyosaurus zhoui
Il qianittiosauro (Qianichthyosaurus zhoui) è un rettile marino estinto, appartenente agli ittiosauri. Visse nel Triassico superiore (Carnico, circa 230 milioni di anni fa) e i suoi resti fossili sono stati ritrovati in Cina.

## Descrizione
Questo animale doveva essere di piccole dimensioni se rapportato alla maggior parte degli altri ittiosauri, e la lunghezza totale non doveva superare i due metri. Il muso era molto corto, mentre le orbite erano molto grandi. Le zampe, come in tutti gli ittiosauri, erano trasformate in strutture simili a pagaie. Le zampe anteriori erano dotate di tre dita primarie e un quarto dito ben sviluppato; la coda era appiattita lateralmente e molto sviluppata in altezza, come suggerito dalla presenza di spine neurali allungate nelle vertebre del tronco e della parte iniziale della coda, e dalla presenza di archi emali al di sotto delle vertebre caudali particolarmente allungati e sottili.

## Classificazione
I fossili di questo animale vennero ritrovati nella formazione Falang nella contea di Guanling (provincia di Guizhou, Cina) e vennero descritti per la prima volta nel 1999. Successivamente (Maisch e Matzke, 2000) questi fossili vennero messi in correlazione con quelli di un altro ittiosauro di piccole dimensioni più o meno contemporaneo, l'americano Toretocnemus. Sembra che queste due forme facessero parte di un clade di ittiosauri primitivi, alla base del gruppo Longipinnata.